# آموس أوتيس
آموس أوتيس (بالإنجليزية: Amos Otis)‏ هو لاعب كرة قاعدة أمريكي، ولد في 26 أبريل 1947 في موبيل في الولايات المتحدة.

## وصلات خارجية
- آموس أوتيس على موقع دوري كرة القاعدة الرئيسي (الإنجليزية)
- آموس أوتيس على موقعبيزبول رفرنس.كوم (الدوري الرئيسي) (الإنجليزية)
- آموس أوتيس على موقعبيزبول رفرنس.كوم (الدوري الثانوي) (الإنجليزية)
- آموس أوتيس على موقع جمعية أبحاث البيسبول الأمريكية (الإنجليزية)
- آموس أوتيس على موقع إي إس بي إن.كوم (أم.أل.بي) (الإنجليزية)
- آموس أوتيس على موقع مشجعي الرسوم البيانية (الإنجليزية)
- آموس أوتيس على موقع قاعة ألاباما للمشاهير الرياضية (مؤرشف) (الإنجليزية)